# Mondoretno
Mondoretno is een bestuurslaag in het regentschap Temanggung van de provincie Midden-Java, Indonesië. Mondoretno telt 1698 inwoners (volkstelling 2010).